# Avenida Vélez Sársfield (Munro)
La avenida Vélez Sársfield es una importante arteria del oeste del Partido de Vicente López, parte del Gran Buenos Aires.

## Toponimia
Al igual que las otras avenidas homónimas, tales como en las ciudades de Buenos Aires o Córdoba, como en otros puntos del país, homenajea al doctor Dalmacio Vélez Sársfield, quien fue un político argentino y redactor original del Código Civil.

## Extensión
Es la continuación de la Avenida Ugarte, pero al cruzar la Avenida Mitre cambia su nombre a éste hasta la Avenida Primera Junta/Amancio Alcorta, continuando en el vecino Partido de General San Martín. Si bien durante muchos años tuvo doble sentido de circulación en toda su traza, en enero de 2017 el Concejo Deliberante aprobó un proyecto de reordenamiento del tránsito, por el cual la Avenida Vélez Sársfield fue mano única en sentido este-oeste entre Avenida Mitre y la Estación Munro, extendiéndose en enero del 2022 hasta Fleming, manteniéndose la doble mano en el resto de la avenida.
La numeración se inicia en el 4100 y termina en el 6899, recorriendo unos 2,7 km en total.
Continúa su recorrido por el partido de General San Martín, atravesando Villa Ballester, cambiando su nombre por el de Lavalle.

## Recorrido

### Munro

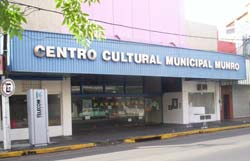
Centro Cultural Municipal de Munro.

- - 4100: punto de inicio de la Avenida Vélez Sársfield (desde la Avenida Mitre).
  - 4102: Centro de Atención y Venta de Personal
  - 4181: Sucursal N° 150 de Bonafide
  - 4195: Sucursal Munro del Banco Patagonia
  - 4200: calle M. Carregal
  - 4243: Sucursal Munro Centro del Banco Credicoop
  - 4298: Sucursal Munro del Banco Galicia
  - 4289: INTERPRESS venta de controles remotos
  - 4299: Sucursal Munro de la perfumeria Pigmento
  - 4300: calle Leandro N. Alem
  - 4391: Sucursal Munro del ICBC
  - 4400: calle B. Rivadavia
  - 4448: Sucursal Munro del Banco de la Provincia de Buenos Aires
  - 4499: Bar Cyrano, el más antiguo de Munro
  - 4500: calle Armenia
  - 4546: ex cine Regina. Actual Sucursal Munro de la tienda Coppel.
  - 4571: Sucursal Munro del Banco de la Nación Argentina
  - 4588: Compañía Hispano Argentina, inmobiliaria
  - 4590: Centro de Atención y Venta de Movistar
  - 4600: calle M. Belgrano
  - 4621: Heladería Arnaldo
  - 4650: Centro Cultural Municipal de Munro
  - 4700: calle C. Tejedor
  - 4750: Estación Munro. Vías de la Línea Belgrano Norte de trenes
  - 4864: Sucursal Munro del Supermercado Día
  - 5000: calle C. Saavedra
  - 5108: Sucursal Munro Oeste del Banco Credicoop
  - 5250: Sucursal Munro del BBVA Argentina
  - 5300: cruce con la Av. Carlos Calvo
  - 5400: Plaza A. Martel. Cruce con Av. Fleming
  - 5699: Plaza de los Trabajadores, Crisólogo Larralde. Cruce con calle Rosario y Av. Independencia
  - 5950: Hotel Munro
  - 6200: Avenida Bernardo Ader
  - 6799: fin de la Avenida Vélez Sársfield